# (12444) Протоон
(12444) Протоон (лат. Prothoon) — типичный троянский астероид Юпитера, движущийся в точке Лагранжа L5, в 60° позади планеты. Астероид был открыт 15 апреля 1996 года бельгийским астрономом Эриком Эльстом в обсерватории Ла-Силья и назван в честь одного из защитников Трои.

Орбита астероида Протоон и его положение в Солнечной системе
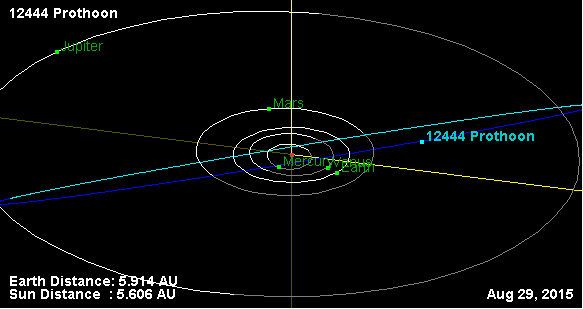
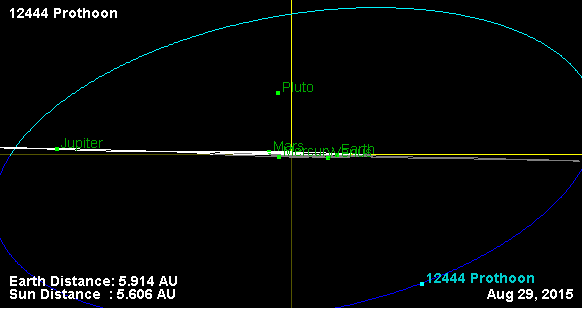